# Enrico Noris
Pour les articles homonymes, voir Noris.
Enrico Noris, né le 29 août 1631 à Vérone et mort le 23 février 1704 à Rome, est un cardinal et critique italien.

## Biographie
Enrico Noris naquit à Vérone, en 1631, d’une famille d’origine irlandaise. Il montra dès son enfance d’heureuses dispositions et une grande application à étude. Lorsqu’il eut achevé ses humanités, il alla faire, à Rimini, ses cours de philosophie et de théologie. La lecture des ouvrages de saint Augustin lui inspira une telle vénération pour cet illustre docteur, qu’il voulut prendre l’habit des religieux qui portent son nom. Le P. Noris ne tarda pas à se faire remarquer de ses supérieurs ; et le général, informé de son mérite, l’appela à Rome, où il trouva dans les bibliothèques et dans la société des savants toutes les ressources qui lui étaient nécessaires. Il commença dès lors à se livrer à l’étude avec une telle passion, qu’il y consacrait quatorze heures par jour, prenant sur les moments destinés au repos pour satisfaire son désir d’apprendre. Il fit ainsi des progrès rapides dans la théologie, l’histoire, les antiquités et la numismatique. Ses cours terminés, le P. Noris fut chargé d’enseigner la théologie dans différentes maisons de son ordre ; et il professa d'abord à Pesaro, puis à Pérouse, Florence et enfin à Padoue de 1666 à 1672. Pendant son séjour à Padoue, il mit la dernière main à son Histoire du pélagianisme, ouvrage qui, en jetant les fondements de sa réputation, lui attira de longues et fâcheuses querelles avec les Jésuites, qui crurent y apercevoir des traces de jansénisme : en 1673 elle fut déférée à l’inquisition par ses adversaires, qui ne purent pas cependant réussir à la faire condamner. La même année, grâce à l’intercession de son ami Antonio Magliabechi, le grand-duc de Toscane Cosme III le nomma Professeur de théologie et d’histoire ecclésiastique à l’Université de Pise. Il y poursuivit ses travaux d’érudition qui accroissent sa réputation au sein de l’Église et dans la République des Lettres. Il fut nommé par la reine Christine de Suède membre de l’Académie en qu’elle avait créée dans son palais romain en 1674. Il se rendit à Rome sur l’invitation du pape Innocent XII, qui le nomma premier bibliothécaire du Vatican en 1692 où il succèda à Emmanuel Schelstrate. Lorenzo Alessandro Zaccagni (1657-1712), qui était alors second bibliothécaire, le remplacera après l’élévation de Noris au cardinalat. Il fut en effet créé cardinal au consistoire du 12 décembre 1695 avec le titre de cardinal-prêtre de Saint-Augustin. Noris succéda au cardinal Casanate, dans la charge de conservateur en chef de la bibliothèque du Vatican. Les devoirs cette place et ceux auxquels l’assujettissait son titre de membre du Sacré Collège ne le détournèrent point de ses occupations littéraires ; et il terminait l’Histoire des Donatistes, lorsqu’une hydropisie de poitrine l’enleva, le 23 février 1704, à l’âge de soixante-treize ans. Il fut inhumé dans la basilique Saint-Augustin de Rome dont il tirait son titre cardinalice où sa sépulture est toujours visible. Noris avait beaucoup d’amis, et il était en correspondance avec la plupart des savants d’Italie et de France.

## Œuvres
- Historia pelagiana, et Dissertatio de synodo V œcumenica, etc., Padoue, 1673, in-fol. ; Leipzig, 1677, in-fol. ; Louvain, 1702, et Padoue, 1708, même format. Ces dernières éditions sont augmentées de cinq Dissertations, qui avaient déjà paru séparément, et dans lesquelles l’auteur répond aux différentes critiques qu’on avait faites de son ouvrage. De tous ses adversaires, le plus acharné comme le plus violent était le P. Macedo ; et c’est surtout à lui que Noris s’adresse dans ses Réponses. Le P. Hardouin attaqua aussi Noris sous le nom emprunté d’un docteur de Sorbonne scrupuleux ; Noris lui répondit, en 1695, par une dissertation historique De uno ex Trinitate passo. Malgré la double décision de l’inquisition, le P. Dominique de Colonia a placé l’Histoire pélagienne dans sa Bibliothèque janséniste ; mais on ne l’a pas mise dans le Dictionnaire des livres jansénistes, 1755, 4 vol. in-12, qui est regardé comme une 4e édition de la Bibliothèque. À son exemple, le grand inquisiteur d’Espagne, Francisco Pérez de Prado, évêque de Teruel, l’inscrivit en 1747 dans le catalogue des ouvrages à l’Index, et l’y maintint malgré la réclamation de Benoît XIV, du 27 janvier 1748, qui lui adressa sur ce sujet un bref du 31 juillet 1748 ; mais l’article de l’Index de l’Espagne ne fut supprimé que sous le grand inquisiteur suivant, Don Manuel Quintano Bonitas, archevêque de Pharsale, qui rendit pour cela une ordonnance le 28 janvier 1758 ; de sorte que Benoît XIV vit avant de mourir la conclusion de cette affaire, à laquelle il prenait beaucoup d’intérêt.
- Dissertatio duplex de duobus nummis Diocletiani et Licinii, cum auctario chronologico et votis decennalibus imperator. et Cæsarum, Padoue, 1675, in-4°. Sallengre a inséré ces savantes Dissertations dans le tome 1 du Nov. thes. antiq. Romanar. ;
- Cenotaphia Pisana Gaii et Lucii Cæsarum dissertationibus illustrata, Venise, 1681, in-fol., fig. ; inséré par Burmann dans le tome 8 a du Thesaur. antiquit. Ital., et réimprimé à Pise en 1764, 2 vol. in-4°. Cet ouvrage, d’une érudition étonnante, est divisé en quatre Dissertations : la première traite de l’origine de la ville de Pise, de ses magistrats et de ses prêtres ; la seconde contient la Vie de Caius et de Lucius, petits-fils d’Auguste ; la troisième renferme le détail des cérémonies usitées dans les funérailles, et des honneurs rendus aux deux Césars ; enfin, dans la quatrième, l’auteur examine l’antiquité et le style des deux inscriptions.
- Epistola consularis in qua collegia 70 consulum, ab anno christianæ epochæ 29, usque ad annum 219 in vulgatis fastis hactenus perperam descripta, corriguntur, supplentur et illustrantur, Bologne, 1683, in-4°, et dans le tome 11 du Thesaur. antiq. romanar. de Grævius. Noris adressa cette lettre au P. Pagi, son ami, qui venait de publier une Chronologie inexacte des consuls.
- Annus et epochæ Syro-Macedonum in vetustis urbium Syriæ nummis præsertim Mediceis expositæ, etc., Florence, 1689, in-4° ; ibid., 1692, in-fol. La seconde édition est augmentée de deux Dissertations (sur le cycle pascal des Latins, et sur un cycle de quatre-vingt-quinze ans conservé à la Cathédrale de Ravenne). Il y a beaucoup d’érudition et de critique dans cet ouvrage, où Noris a réfuté la plupart des opinions paradoxales du fameux P. Hardouin. Il le composa, comme il l’annonce, sur les médailles syriennes du cabinet du grand-duc de Toscane ; mais on en a depuis découvert un grand nombre, qui pourraient servir à corriger et à compléter cet ouvrage, lequel suffirait pour assigner à Noris une des premières places parmi les plus savants antiquaires. L’abbé Belley a déjà commencé ce travail en publiant, dans le Recueil de l’académie des inscriptions, seize Mémoires pour servir de Supplément aux recherches de Noris.

Les Ouvrages théologiques de Noris ont été publiés à Padoue, en 1708, par le P. Girolamo Zazzeri, qui les a fait précéder d’une Vie de l’auteur. Enfin ses Œuvres complètes ont été recueillies par les soins du comte Scipione Maffei et de Pietro et Girolamo Ballerini, Vérone, 1729-1741, 5 vol. in-fol. Le tome 1er contient les ouvrages théologiques ; le 2e, ceux de chronologie ; le 3e, les Dissertations sur le cénotaphe de Pise ; le 4e, l’Histoire des donatistes et quelques opuscules tirés du cabinet de l’auteur ; et enfin le 5e, de nouvelles Dissertations et de petites Pièces retrouvées par les éditeurs. Le quatrième volume est précédé d’une Vie très-détaillée de Noris, par les frères Ballerini. On peut en outre consulter sa Vie en italien par Francesco Bianchini, dans le tome 1er des Vite degli Arcadi : Niceron en a donné l’analyse dans le tome 3 de ses Mémoires ; et on la trouve avec des additions et des corrections dans le Dictionnaire de Chaufepié. La médaille frappée par l’académie de Pise en l’honneur de ce savant prélat est gravée et décrite dans les Récréations numismatiques de Johann David Köhler, 13e partie, pag. 265.